# 35.ª edición de los Premios Óscar
La 35.ª edición de los Óscar premió a las mejores películas de 1962. Organizada por la Academia de Artes y Ciencias Cinematográficas y presentada por Frank Sinatra, tuvo lugar en el Santa Monica Civic Auditorium de Santa Mónica (Estados Unidos) el 8 de abril de 1963.

## Ganadores y nominados

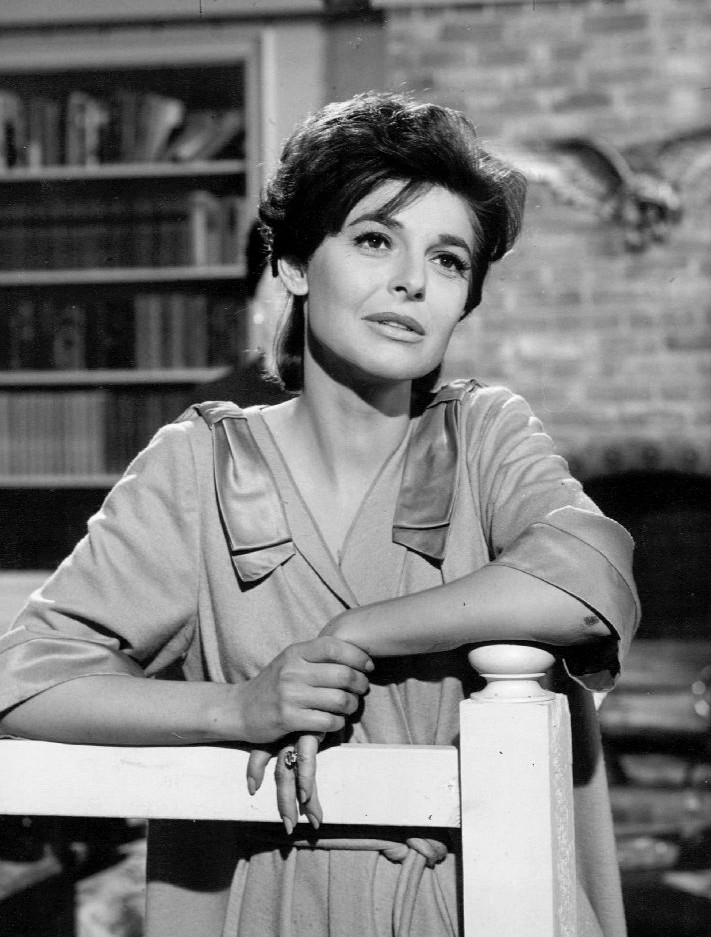
Anne Bancroft ganó el Óscar como mejor actriz, por The Miracle Worker.

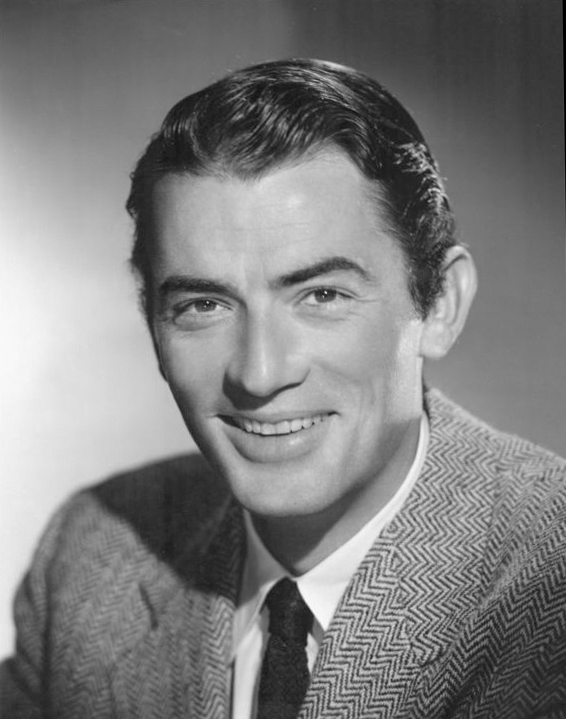
Gregory Peck ganó el Óscar al mejor actor por To Kill a Mockingbird.

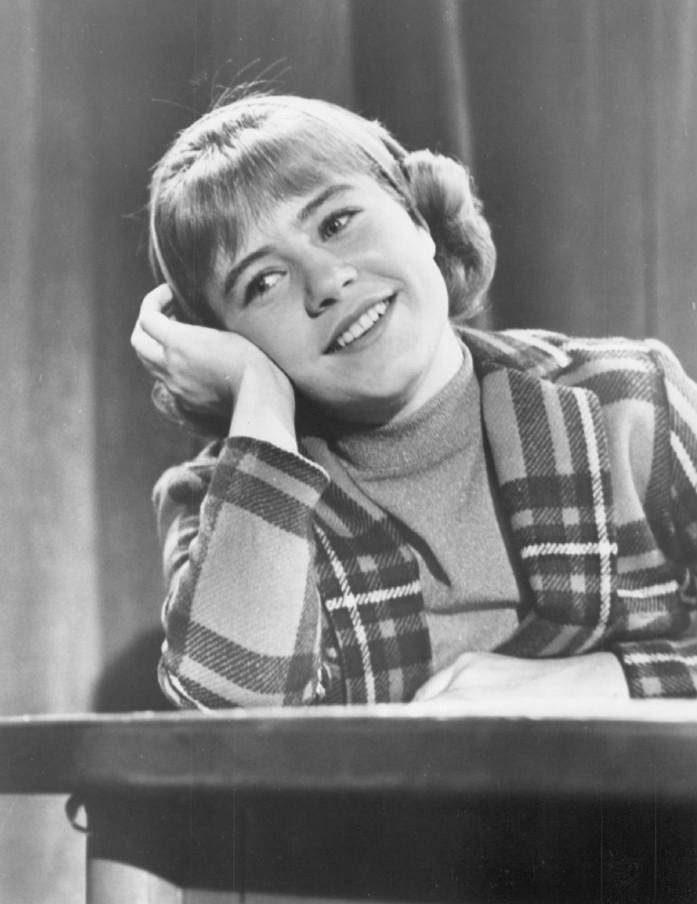
Patty Duke ganó el premio a la mejor actriz de reparto por The Miracle Worker.

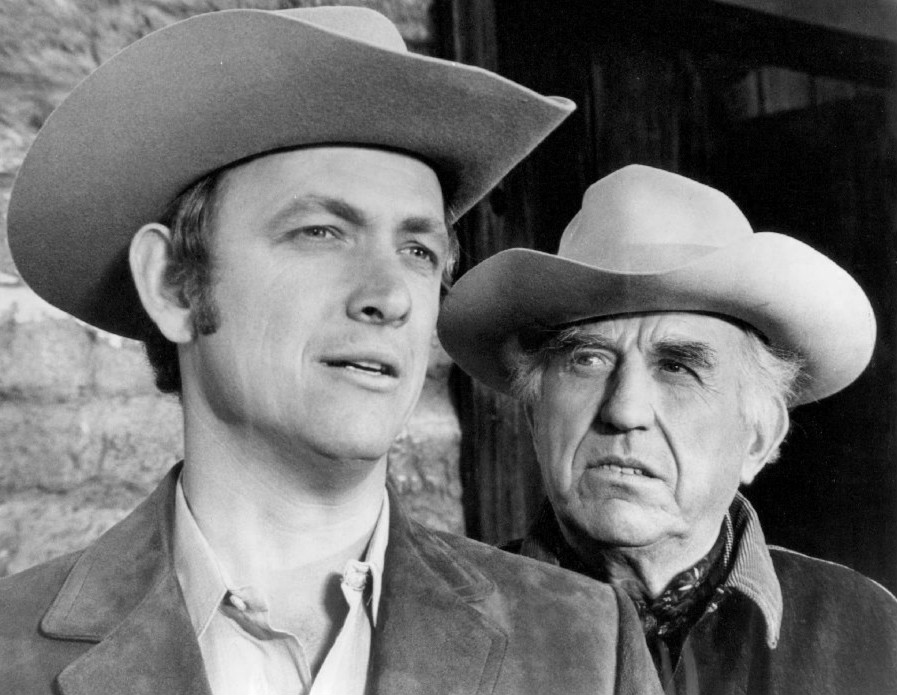
Ed Begley ganó el Óscar al mejor actor de reparto por su actuación en Dulce pájaro de juventud.

Indica el ganador dentro de cada categoría.
| Mejor película Presentado por: Olivia de Havilland Lawrence of Arabia (Lawrence de Arabia) — Sam Spiegel, productor - The Longest Day (El día más largo) — Darryl F. Zanuck, productor - The Music Man (Vivir de ilusión) — Morton DaCosta, productor - Mutiny on the Bounty (Rebelión a bordo) — Aaron Rosenberg, productor - To Kill a Mockingbird (Matar a un ruiseñor) — Alan J. Pakula, productor | Mejor dirección Presentado por: Joan Crawford David Lean — Lawrence of Arabia (Lawrence de Arabia) - Pietro Germi — Divorzio all'italiana (Divorcio a la italiana) - Robert Mulligan — To Kill a Mockingbird (Matar a un ruiseñor) - Arthur Penn — The Miracle Worker (El milagro de Ana Sullivan) - Frank Perry — David and Lisa (Elisa) |
| Mejor actor Presentado por: Sophia Loren Gregory Peck — To Kill a Mockingbird (Matar a ruiseñor) - Burt Lancaster — Birdman of Alcatraz (El hombre de Alcatraz) - Marcello Mastroianni — Divorzio all'italiana (Divorcio a la italiana) - Jack Lemmon — Days of Wine and Roses (Días de vino y rosas) - Peter O'Toole — Lawrence of Arabia (Lawrence de Arabia) | Mejor actriz Presentado por: Maximilian Schell Anne Bancroft — The Miracle Worker (El milagro de Ana Sullivan) - Bette Davis — What Ever Happened to Baby Jane? (¿Qué fue de Baby Jane?) - Katharine Hepburn — Larga jornada hacia la noche - Geraldine Page — Sweet Bird of Youth (Dulce pájaro de juventud) - Lee Remick — Days of Wine and Roses (Días de vino y rosas) |
| Mejor actor de reparto Presentado por: Rita Moreno Ed Begley — Sweet Bird of Youth (Dulce pájaro de juventud) - Terence Stamp — La fragata infernal - Omar Sharif — Lawrence of Arabia (Lawrence de Arabia) - Telly Savalas — Birdman of Alcatraz (El hombre de Alcatraz) - Victor Buono — What Ever Happened to Baby Jane? (¿Qué fue de Baby Jane?) | Mejor actriz de reparto Presentado por: George Chakiris Patty Duke — The Miracle Worker (El milagro de Ana Sullivan) - Mary Badham — To Kill a Mockingbird (Matar a un ruiseñor) - Shirley Knight — Sweet Bird of Youth (Dulce pájaro de juventud) - Angela Lansbury — The Manchurian Candidate (El mensajero del miedo) - Thelma Ritter — Birdman of Alcatraz (El hombre de Alcatraz) |
| Mejor argumento y guion escritos directamente para la pantalla Presentado por: Bette Davis Divorzio all'italiana (Divorcio a la italiana) — Ennio de Concini, Alfredo Giannetti y Pietro Germi - That Touch of Mink (Suave como el visón) — Stanley Shapiro y Nate Monaster - Freud (Freud, pasión secreta) — Charles Kaufman y Wolfgang Reinhardt - L'Annèe dernière à Marienbad (El año pasado en Marienbad) — Alain Robbe-Grillet - Såsom i en spegel (Como en un espejo) — Ingmar Bergman | Mejor guion basado en material de otro medio Presentado por: Bette Davis To Kill a Mockingbird (Matar a ruiseñor) — Horton Foote - The Miracle Worker (El milagro de Ana Sullivan) — William Gibson - Lolita — Vladimir Nabokov - Lawrence of Arabia (Lawrence de Arabia) — Robert Bolt y Michael Wilson - David and Lisa (Elisa) — Eleanor Perry |
| Mejor cortometraje Presentado por: Van Heflin Heureux Anniversaire - Heureux Anniversaire - Big City Blues - Martina y Charles Huguenot van der Linden - The Cadillac - Robert Clouse - The Cliff Dwellers - Hayward Anderson - Pan - Herman van der Horst | Mejor cortometraje animado Presentado por: Van Heflin The Hole - John Hubley y Faith Hubley - Icarus Montgolfier Wright - Jules Engel - Now Hear This - Warner Bros. - Self Defense... for Cowards - William L. Snyder - Symposium on Popular Songs - Walt Disney |
| Mejor documental largo Presentado por: Miyoshi Umeki Black Fox: The Rise and Fall of Adolf Hitler - Louis Clyde Stoumen - Alvorada - Hugo Niebeling | Mejor documental corto Presentado por: Miyoshi Umeki Dylan Thomas - Jack Howells - The John Glenn Story -William L. Hendricks - The Road to the Wall - Robert Saudek |
| Mejor película de habla no inglesa Presentado por: Wendell Corey Sibila, de Serge Bourguignon ( Francia) - Electra, de Michael Cacoyannis (Grecia) - Tlayucan, de Luis Alcoriza (México) - Le quattro giornate di Napoli (Los cuatro días de Nápoles), de Nanni Loy (Italia) - O Pagador de Promessas (El pagador de promesas), de Anselmo Duarte (Brasil) | |
| Mejor banda sonora – sustancialmente original Presentado por: Ginger Rogers Lawrence of Arabia (Lawrence de Arabia) - Maurice Jarre - Freud (Freud, pasión secreta) – Jerry Goldsmith - Mutiny on the Bounty (Rebelión a bordo) – Bronisław Kaper - Taras Bulba – Franz Waxman - To Kill a Mockingbird (Matar a ruiseñor) – Elmer Bernstein | Mejor orquestación de música – adaptación o tratamiento Presentado por: Ginger Rogers The Music Man (Vivir de ilusión) - Ray Heindorf - Billy Rose's Jumbo (Jumbo, la sensación del circo) – George Stoll - Gigot – Michel Magne - Gypsy (La reina del vaudeville) – Frank Perkins - The Wonderful World of the Brothers Grimm (El maravilloso mundo de los hermanos Grimm) - Leigh Harline |
| Mejor canción original Presentado por: Frank Sinatra «Days of Wine and Roses» de Days of Wine and Roses (Días de vino y rosas) ; compuesta por Henry Mancini y Johnny Mercer - «Follow Me» de Mutiny on the Bounty (Rebelión a bordo); compuesta por Bronisław Kaper y Paul Francis Webster - «A Second Chance» de Two for the Seesaw (Cualquier día en cualquier esquina); compuesta por André Previn y Dory Langdon - «Tender Is the Night» de 'That Touch of Mink (Suave como el visón); compuesta por Sammy Fain y Paul Francis Webster - «Walk on the Wild Side» de Walk on the Wild Side (La gata negra); compuesta por Elmer Bernstein y Mack David | Mejor sonido Presentado por: Shelley Winters Lawrence of Arabia (Lawrence de Arabia) — John Cox y el departamento de sonido de los estudios Shepperton - Bon Voyage! (Los conflictos de papá) — Robert O. Cook y el departamento de sonido de los estudios Walt Disney - The Music Man (Vivir de ilusión) — George R. Groves y el departamento de sonido de la Warner Bros. - What Ever Happened to Baby Jane? (¿Qué fue de Baby Jane?) — Joseph Kelly y el departamento de sonido de los estudios Glen Glenn - That Touch of Mink (Suave como el visón) — Waldon O. Watson y el departamento de sonido de Universal City Studio |
| Mejor fotografía - Blanco y negro Introducción por: David Niven Presentado por: Donna Reed The Longest Day (El día más largo) — Jean Bourgoin, Walter Wottitz y Henri Persin - Birdman of Alcatraz (El hombre de Alcatraz) — Burnett Guffey - To Kill a Mockingbird (Matar a ruiseñor) — Russell Harlan - Two for the Seesaw (Cualquier día en cualquier esquina) — Ted McCord - What Ever Happened to Baby Jane? (¿Qué fue de Baby Jane?) — Ernest Haller | Mejor fotografía - Color Introducción por: David Niven Presentado por: Donna Reed Lawrence of Arabia (Lawrence de Arabia) — Fred A. Young - Gypsy (La reina del vaudeville) — Harry Stradling - ¡Hatari! — Russell Harlan - Mutiny on the Bounty (Rebelión a bordo) — Robert L. Surtees - The Wonderful World of the Brothers Grimm (El maravilloso mundo de los hermanos Grimm) — Paul C. Vogel |
| Mejor dirección de arte - Blanco y negro Presentado por: Gene Kelly To Kill a Mockingbird (Matar a ruiseñor) — Alexander Golitzen, Henry Bumstead y Oliver Emert - Days of Wine and Roses (Días de vino y rosas) — Joseph Wright y George James Hopkins - The Longest Day (El día más largo) — Ted Haworth, Leon Barsacq, Vincent Korda y Gabriel Bechir - The Pigeon That Took Rome (Aventura en Roma) — Hal Pereira, Roland Anderson, Sam Comer y Frank R. McKelvy - Period of Adjustment (Reajuste matrimonial) — George W. Davis, Edward Carfagno, Henry Grace y Dick Pefferle                                                                         | Mejor dirección de arte - Color Presentado por: Gene Kelly Lawrence of Arabia (Lawrence de Arabia) — John Box, John Stoll y Darío Simoni - The Music Man (Vivir de ilusión) — Paul Groesse y George James Hopkins - Mutiny on the Bounty (Rebelión a bordo) — George W. Davis, Hugh Hunt, J. McMillan Johnson y Henry Grace - The Wonderful World of the Brothers Grimm (El maravilloso mundo de los hermanos Grimm) — George W. Davis, Edward Carfagno, Dick Pefferle y Henry Grace - That Touch of Mink (Suave como el visón) — Alexander Golitzen, Robert Clatworthy y George Milo                                            |
| Mejor diseño de vestuario - Blanco y negro Introducción por: Audrey Hepburn Presentado por: Eva Marie Saint What Ever Happened to Baby Jane? (¿Qué fue de Baby Jane?) — Norma Koch - Days of Wine and Roses (Días de vino y rosas) — Don Feld - The Miracle Worker (El milagro de Ana Sullivan) — Ruth Morley - Fedra — Denny Vachlioti - The Man Who Shot Liberty Valance (El hombre que mató a Liberty Valance) — Edith Head | Mejor diseño de vestuario - Color Introducción por: Audrey Hepburn Presentado por: Eva Marie Saint The Wonderful World of the Brothers Grimm (El maravilloso mundo de los hermanos Grimm) — Mary Wills - The Music Man (Vivir de ilusión) — Dorothy Jeakins - Gypsy (La reina del vaudeville) — Orry-Kelly - Bon Voyage! (Los conflictos de papá) — Bill Thomas - My Geisha (Mi dulce geisha) — Edith Head |
| Mejor montaje Presentado por: Karl Malden Lawrence of Arabia (Lawrence de Arabia) — Anne V. Coates - The Longest Day (El día más largo) — Samuel E. Beetley - The Music Man (Vivir de ilusión) — William Ziegler - The Manchurian Candidate (El mensajero del miedo) — Ferris Webster - Mutiny on the Bounty (Rebelión a bordo) — John McSweeney Jr. | Mejores efectos especiales Presentado por: Shelley Winters The Longest Day (El día más largo) — Walter G. Elliott y Jacques Maumont - Mutiny on the Bounty (Rebelión a bordo) — A. Arnold Gillespie y Milo Lory |

### Premio Jean Hersholt
- Steve Broidy

## Premios y nominaciones múltiples
| Película                                                                               | Nominaciones | Premios |
| -------------------------------------------------------------------------------------- | ------------ | ------- |
| Lawrence of Arabia (Lawrence de Arabia)                                                | 10           | 7       |
| To Kill a Mockingbird (Matar a ruiseñor)                                               | 8            | 3       |
| The Longest Day (El día más largo)                                                     | 5            | 2       |
| The Miracle Worker (El milagro de Ana Sullivan)                                        | 5            | 2       |
| The Music Man (Vivir de ilusión)                                                       | 6            | 1       |
| Days of Wine and Roses (Días de vino y rosas)                                          | 5            | 1       |
| What Ever Happened to Baby Jane? (¿Qué fue de Baby Jane?)                              | 5            | 1       |
| The Wonderful World of the Brothers Grimm (El maravilloso mundo de los hermanos Grimm) | 4            | 1       |
| Divorzio all'italiana (Divorcio a la italiana)                                         | 3            | 1       |
| Sweet Bird of Youth (Dulce pájaro de juventud)                                         | 3            | 1       |
| Sibila                                                                                 | 1            | 1       |
| Mutiny on the Bounty (Rebelión a bordo)                                                | 7            | 0       |
| Birdman of Alcatraz (El hombre de Alcatraz)                                            | 4            | 0       |
| Gypsy (La reina del vaudeville)                                                        | 3            | 0       |
| That Touch of Mink (Suave como el visón)                                               | 3            | 0       |
| Bon Voyage! (Los conflictos de papá)                                                   | 2            | 0       |
| Two for the Seesaw (Cualquier día en cualquier esquina)                                | 2            | 0       |
| David and Lisa (Elisa)                                                                 | 2            | 0       |
| Freud (Freud, pasión secreta)                                                          | 2            | 0       |
| The Manchurian Candidate (El mensajero del miedo)                                      | 2            | 0       |